# Flowing Wells
Flowing Wells es un lugar designado por el censo ubicado en el condado de Pima en el estado estadounidense de Arizona. En el Censo de 2010 tenía una población de 16 419 habitantes y una densidad poblacional de 1.576,97 personas por km².

## Geografía
Flowing Wells se encuentra ubicado en las coordenadas 32°17′36″N 111°0′35″O / 32.29333, -111.00972. Según la Oficina del Censo de los Estados Unidos, Flowing Wells tiene una superficie de 10,41 km², la totalidad corresponden a tierra firme.

## Demografía
Según el censo de 2010, había 16.419 personas residiendo en Flowing Wells. La densidad de población era de 1.576,97 hab./km². De los 16.419 habitantes, Flowing Wells estaba compuesto por el 77,68% blancos, el 1,75% eran negros, el 2,04% eran amerindios, el 1,22% eran asiáticos, el 0,1% eran isleños del Pacífico, el 13,51% eran de otras razas y el 3,7% pertenecían a dos o más razas. Del total de la población el 36,26% eran hispanos o latinos de cualquier raza.

## Educación
El Distrito Escolar Unificado de Flowing Wells sirve a la mayoría de Flowing Wells.
El Distrito Escolar Unificado Amphitheater sirve a una parte de Flowing Wells.